# IODO (banda)
IODO foi uma banda portuguesa de new wave formada em Almada em 1981. Resultantes do boom do rock português no início da década de 1980, tiveram uma carreira efémera com registo de dois singles e de um álbum. 

## História
Formada por Rui Madeira (voz), Jorge Trindade (guitarra), António Pedro «ToPé» (baixo), Luís Cabral (teclas) e Alfredo Antunes (bateria),  a banda praticava uma sonoridade rock de aproximação ao new wave com base no sintetizador. 
Estreiam-se no dia 3 de Fevereiro de 1981 com um concerto no Rock Rendez Vous e assinam contrato com  editora Vadeca, ligada ao grupo Valentim de Carvalho.  Em Maio participam no programa de rádio ao vivo Febre de Sábado de Manhã, um dos principais percursores da divulgação do rock cantado em português, e atingem o reconhecimento nacional.  Em Junho lançam o primeiro single com os temas "Malta à Porta" e "Aqueles Dias",  chegando ao número 1 do top do programa de rádio Rock Em Stock. O tema permanece dezanove semanas no top TNT (Todos No Top) da Rádio Comercial.  No dia 26 de Junho fazem a primeira parte do concerto de Iggy Pop em Cascais.  O baterista Alfredo Antunes deixa a banda e entra Raul Alcobia.  Lançam em Dezembro o segundo single "A Canção" com "Pedro e o Lobo" no lado B, que chega a entrar no top TNT mas sem o sucesso do trabalho anterior. A banda sofre mais uma alteração com a entrada do baixista José Luís Barros para o lugar de ToPé. Em 1982 editam o primeiro e único álbum de estúdio Manicómio obtendo sucesso com o tema "Ceby (Boneca de Cera)". Os IODO terminam a carreira no final de 1982. 

## Membros
- Rui Madeira (voz) [1]
- Jorge Trindade (guitarra) [1]
- António Pedro «ToPé» (baixo) [1]
- Luís Cabral (sintetizador) [1]
- Alfredo Antunes (bateria) [1]

## Discografia
- Malta à Porta [4] (single) (1981)
- A Canção [6] (single) (1981)
- Manicómio [7] (álbum) (1982)